# Festival (album, Santana)
Festival je osmi studijski album skupine Santana, ki je izšel leta 1977. Na lestvici Billboard 200 je album dosegel 27. mesto, na lestvici R&B albumov pa 29. mesto.

## Seznam skladb
| A stran | A stran                      | A stran                                  | A stran |
| Št.     | Naslov                       | Pisec                                    | Dolžina |
| ------- | ---------------------------- | ---------------------------------------- | ------- |
| 1.      | „Carnaval‟                   | Tom Coster, Carlos Santana               | 2:15    |
| 2.      | „Let the Children Play‟      | Leon Patillo, Santana                    | 3:28    |
| 3.      | „Jugando‟                    | José Areas, Santana                      | 2:12    |
| 4.      | „Give Me Love‟               | Pablo Téllez                             | 4:29    |
| 5.      | „Verão Vermelho‟             | Nonato Buzar                             | 5:00    |
| 6.      | „Let the Music Set You Free‟ | Coster, Patillo, David Rubinson, Santana | 3:39    |

| B stran | B stran               | B stran                            | B stran |
| Št.     | Naslov                | Pisec                              | Dolžina |
| ------- | --------------------- | ---------------------------------- | ------- |
| 1.      | „Revelations‟         | Coster, Santana                    | 4:37    |
| 2.      | „Reach Up‟            | Coster, Patillo, Rubinson, Santana | 5:23    |
| 3.      | „The River‟           | Patillo, Santana                   | 4:53    |
| 4.      | „Try a Little Harder‟ | Patillo                            | 5:04    |
| 5.      | „María Caracóles‟     | trad.                              | 4:32    |

## Osebje

### Glasbeniki
- Oren Waters – vokal, spremljevalni vokal
- Maxine Willard Waters – vokal, spremljevalni vokal
- Francisco Zavala – vokal, spremljevalni vokal
- Carlos Santana – kitara, bas, tolkala, vokal, spremljevalni vokal
- Leon Patillo – klaviature, tolkala, klavir, vokal, spremljevalni vokal
- Tom Coster – klaviature, tolkala, sintetizator, vokal
- Pablo Téllez – bas, tolkala, vokal, spremljevalni vokal
- Paul Jackson – bas
- Gaylord Birch – bobni, tolkala, timpani
- José "Chepitó" Areas – konge, tolkala, timbales
- Raul Rekow – konge, tolkala, spremljevalni vokal
- Joel Badie – tolkala, vokal, spremljevalni vokal
- Julia Waters – spremljevalni vokal

### Produkcija
- Fred Catero – inženir
- David Rubinson – inženir, producent

## Certifikati
| Regija                    | Certifikat | Prodaja |
| ------------------------- | ---------- | ------- |
| Francija (SNEP)           | Zlat       | 100,000 |
| ZDA (RIAA)                | Zlat       | 500,000 |
| Združeno kraljestvo (BPI) | Srebrn     | 75,000  |